# Австралия на зимних Олимпийских играх 1980
Австралия принимала участие в Зимних Олимпийских играх 1980 года в Лейк-Плесиде (США) в девятый раз за свою историю, но не завоевала ни одной медали. Сборная страны состояла из 9 спортсменов (5 мужчин, 4 женщины), которые выступили в соревнованиях по горнолыжному спорту, лыжным гонкам, конькобежному спорту и фигурному катанию.